# Stema Laosului

Stema Laosului

Stema Laosului prezintă diferite domenii ale vieții economice.

## Descriere
Stema, de formă rotundă, include în mijlocul a două spice mari de orez, templul - simbol național Pha That Luang deasupra unui peisaj format dintr-un baraj hidroelectric (cel de la Nam Ngun), un drum asfaltat, păduri, câmpuri de orez; în partea de jos este prezentată o roată dințată care simbolizează industria. Inscripția din partea stângă, pe panglică roșie, înseamnă „Pace, Independență, Democrație” (în laoțiană ສັນຕິພາບ ເອກະລາດ ປະຊາທິປະໄຕ), iar în partea dreaptă inscripția, scrisă tot pe o panglică roșie, înseamnă „Unitate și Prosperitate” (în laoțiană ເອກະພາບ ວັດຖະນາຖາວອນ). În partea de jos a stemei, pe o altă panglică roșie, scrie Republica Populară Democrată Laos.

## Istoric
Din 1949 până la revoluția din 1975, stema Regatului Laos semăna cu cea a familiei regale, cu un elefant alb cu trei capete Erawan, flancat de două umbrele.
Din 1975 până în 1992 stema includea o seceră, un ciocan și o stea, simbolurile internaționale ale comunismului, din moment ce Laos devenise prin intermediul Vietnamului, un satelit al Uniunii Republicilor Sovietice Socialiste.

Stema Regatului Laos (1949-1975)
Stema Republicii Populare Democrate Laos (1975-1992)